# تپه تیخن ۲
تپه تیخن ۲ مربوط به کالکولیتیک - دوره اشکانیان - سده‌های اولیه دوران‌های تاریخی پس از اسلام است و در شهرستان دره‌شهر، بخش مرکزی، دهستان ارمو، ۲۵۰ متری جنوب شرق روستای جمشید آباد واقع شده و این اثر در تاریخ ۹ بهمن ۱۳۸۶ با شمارهٔ ثبت ۲۰۷۳۸ به‌عنوان یکی از آثار ملی ایران به ثبت رسیده است.